# Mokik
Mokik, nebo též mokick je jednostopé motorové vozidlo určené pro jednu osobu a na krátké vzdálenosti s objemem motoru do 50 cm³, bez pedálů, s tzv. "nakopávačkou". Hlavní rozdíl proti mopedu je právě absence pedálů. Z anglického motor kick (MoKick, resp. MoKik). 
Typickým příkladem mokiku je Babetta typ 225.
Na mokik se vztahují stejná pravidla jako na  moped.